# Klan Asakura
Klan Asakura (朝倉氏, Asakura-ši) je japonská příbuzenská skupina.

## Dějiny
Klan si nárokuje původ od prince Kusakabeho (662–689), syna císaře Temmu (631–686).
Rodina byla linií daimjó (feudálních pánů), kteří se spolu s klanem Azai postavili na konci 16. století proti Nobunaga Odovi.
Nobunaga porazil Asakuru v bitvě u Anegawy v roce 1570; rodinný hrad Ičidžódani byl obsazen v roce 1573.
Nobumasa Asakura (1583–1637), synovec Jošikage Asakury, byl spojencem Hidejoši Tojotomi a Iejasu Tokugawy. V roce 1625 mu byla udělena doména Kakegawa (25 000 koku) v provincii Tótómi. V roce 1632 byl zapleten do spiknutí, které způsobilo, že byl vyvlastněn a vyhoštěn do Korijamy, kde zemřel.

## Hlavy klanu
- Tošikage Asakura (1428–1481)
- Udžikage Asakura (1449–1486)
- Sadakage Asakura (1473–1512)
- Takakage Asakura (1493–1546)
- Jošikage Asakura (1533–1573)[1]

## Vazalové
- Norikage Asakura (1477–1555)
- Kageaki Asakura (1529–1574)
- Kagetake Asakura (1536–1575)
- Kagecura Asakura († 1570)
- Nobumasa Asakura (1583–1637)
- Jošicugu Maeba